# Pöllauberg
Pöllauberg är en kommun i distriktet Hartberg-Fürstenfeld i förbundslandet Steiermark i Österrike cirka 15 km väster om Hartberg.
Pöllauberg ligger på ett brant berg cirka 300 meter ovanför Safendalen och är mest känd för sin vallfartskyrka från 1300-talet. Den gotiska kyrkan består av ett tvåskeppigt långhus som blir treskeppigt kring omgångskoret. Kyrkans inventarier är fortfarande till största delen från barocktiden.
Kommunen består av tre ortsdelar (Ortschaften) (inom parentes invånarantal 1 januari 2024):
- Oberneuberg (744)
- Unterneuberg (555)
- Zeil-Pöllau (700)